# Erich Bischoff
Oswald Erich Bischoff (geboren 30. Juli 1865 in Görlitz, Provinz Schlesien; gestorben 14. Januar 1936 in Leipzig) war ein deutscher Orientalist, Germanist, Religionsforscher, Theologe, Autor und Übersetzer.

## Leben
Erich Bischoff war ein Sohn des Kaufmanns Oswald Bischoff und dessen Frau Auguste, geb. Thomae. Er studierte an den Universitäten Leipzig und Halle und wurde 1890 in Erlangen mit der Doktorarbeit Prolegomena zum sogenannten Dionysius Cato zum Dr. phil. promoviert. Im Jahr darauf legte er das 1. Staatsexamen ab. Danach lehrte er an Gymnasien in Wernigerode und Merseburg. 1894 heiratete er Emma, geb. Loewe, mit der er zwei Töchter bekam. 1908 wurde er Chefredakteur für mehrere Zeitschriften beim Verlag Bernhard Meyer in Leipzig.
In den 1920er Jahren trat Bischoff wiederholt in Gerichtsverfahren prominenter Antisemiten als Gutachter an deren Seite auf, unter anderem im Nürnberger „Talmudprozess“, bei dem das Schwurgericht Nürnberg Julius Streicher am 4. November 1929 wegen „Beschimpfung der jüdischen Religionsgemeinschaft“ zu einer Gefängnisstrafe von 2 Monaten verurteilte.
Ab 1933 war Bischoff als Privatgelehrter tätig.

## Übersetzungen
- Buddhistischer Katechismus (Olcott)  – aus dem englischen Original von Henry Steel Olcott, Leipzig 1887

## Eigene Werke
- Prolegomena zum sogenannten Dionysius Cato, Erlangen 1890
- Die Camarilla am preußischen Hofe eine geschichtliche Studie, Friedrich, Leipzig 1895 ISBN 978-1-241-55283-1
- Kritische Geschichte der Thalmud-übersetzungen aller Zeiten und Zungen, J. Kauffmann, Frankfurt a. M. 1899. ISBN 978-1-287-56535-2
- Fremdwörterbuch zur Theosophischen Literatur, Grieben, Leipzig um 1900
- Erläuterungen zu Schillers „Fiesko“, Aus der Reihe Königs Erläuterungen zu den Klassikern Band 23, Herm. Beyer, Leipzig 1900
- Erläuterungen zu Lessings „Laokoon“, Aus der Reihe Königs Erläuterungen zu den Klassikern, Herm. Beyer Band 33–34, Leipzig 1900
- Erläuterungen zu Lessings Hamburgischer Dramaturgie, Aus der Reihe Königs Erläuterungen zu den Klassikern Band 62–63, Herm. Beyer, Leipzig 1902
- Erläuterungen zu Goethe: „Werthers Leiden“, Aus der Reihe Königs Erläuterungen zu den Klassikern Band 79, Herm. Beyer, Leipzig 1903
- Erläuterungen zu Hebbels „Gyges und sein Ring“, Aus der Reihe Königs Erläuterungen zu den Klassikern Band 86, H. Beyer, Leipzig 1903
- Erläuterungen zum Nibelungenlied, Aus der Reihe Königs Erläuterungen zu den Klassikern, Band 94–95, Herm. Beyer, Leipzig 1903
- Thalmud-Katechismus, Engel, Leipzig 1904 ISBN 3-7306-0190-3
- Jesus und die Rabbinen; Jesu Bergpredigt und „Himmelreich“ in ihrer Unabhängigkeit vom Rabbinismus, J.C. Hinrichs’sche Buchhandlung, Leipzig 1905 ISBN 978-1-113-18168-8
- Im Reiche der Gnosis Die mystischen Lehren d. jüd. u. christl. Gnostizismus, d. Mandäismus u. Manichäismus u. ihr babylonisch-astraler Ursprung, Grieben, Leipzig 1906 ISBN 978-3-902792-11-2
- Babylonisch-astrales im Weltbilde des Thalmud und Midrasch, J.C. Hinrichs, Leipzig 1907 ISBN 978-1-110-26229-8
- Der Korân, Gustav Engel, Leipzig 1915
- Wörterbuch der wichtigsten Geheim- und Berufssprachen, Jüdisch-Deutsch, Rotwelsch, Kundensprache, Soldaten-, Seemanns-, Weidmanns-, Bergmanns- u. Komödiantensprache, Grieben, Leipzig 1916
- Klarheit in der Ostjudenfrage Tatsachen, Gedanken u. Grundsätze, Globus, Leipzig 1916
- Jüdisch-deutscher und deutsch-jüdischer Dolmetscher Kurzgefasstes Wörterbuch f. Handel u. Verkehr, Grieben, Leipzig 1916
- Die Kabbala, Grieben, Leipzig 1917, ISBN 978-3-7306-0190-7
- Das Jenseits der Seele Zur Mystik des Lebens nach dem Tode ; (Unsterblichkeit – Ewige Wiederkunft – Auferstehung – Seelenwanderung) ; Den unsterbl. Seelen aller Opfer d. Weltkriegs  gewidmet, Barsdorf, Berlin 1919 ISBN 978-3-902640-02-4
- Die Mystik und Magie der Zahlen, Barsdorf,  Berlin 1920, ISBN 978-3-943233-49-0
- Wunder der Kabbalah Die okkulte Praxis d. Kabbalisten ; Geheimwissenschaftliche Studien,  J. Baum, Pfullingen 1921 ISBN 3-921338-28-X
- Fremdwörterbuch der theosophischen Literatur, Grieben, Leipzig 1921
- Rabbinische Fabeln über Talmud, Schulchan aruch, Kol nidrê usw. Ein Gerichtsgutachten, W. Kramer, Leipzig 1922
- Rabbi und Diakonus Ein Gerichtsgutachten, W. Kramer, Leipzig 1922 (Digitalisat).
- Der Sieg der Alchymie  das wiederentdeckte Geheimnis, aus unedlen Metallen echtes Gold zu machen ; eine Wanderung aus Nacht zum Licht, H. Barsdorf, Berlin 1925 ISBN 978-3-89094-587-3
- Das Buch vom Schulchan aruch, Hammer-Verlag, Leipzig 1929
- Das Blut in jüdischem Schrifttum und Brauch nebst ausführlichen Anmerkungen ; eine Untersuchung, L. Beust, Leipzig 1929 ISBN 978-3-902640-03-1
- Los von Gott? Eine Zeitfrage, Deutscher Literatur-Verlag, Dresden 1936

Posthum erschienen:
- Astrale Geheimnisse antiker Mysterien, Arcturus-Verlag, Schäffern 2003 ISBN 3-901489-30-4
- Die Elemente der Kabbalah, Bohmeier, Leipzig 2008 ISBN 978-3-89094-589-7